# Édes Jézus, neked élek
Az Édes Jézus, neked élek katolikus egyházi ének. Dallama a Zsasskovszky énektárból származik, szövegét Sík Sándor írta.
A Zsasskovszky énektárbeli szöveg ma is használatos Üdvözlégy, édes Jézusunk címmel. Szentmihályi Mihály eredeti szövegét Tárkányi Béla dolgozta át. Miután mindkét szöveg az Oltáriszentségről szól, a jelenleg érvényben levő Éneklő Egyház című énekeskönyv már egy énekként közli a két szöveget.
Nagycsütörtökön a dallamot E szín alatt itt a nagy jó kezdetű szöveggel éneklik. Ez Szegedi Ferenc Lénárd Cantus Catholici című énekeskönyvéből való, és már nem került át az Éneklő Egyházba.

## Kotta és dallam
Édes Jézus, neked élek,

édes Jézus, neked halok.

Életemben, halálomban,

édes Jézus, tied vagyok.
A másik Oltáriszentségről szóló szöveg:
| Üdvözlégy, édes Jézusunk! Erős hittel itt megvallunk, E szentségben mi imádunk, Istenünknek magasztalunk.      | Te vagy világ Megváltója, Mennyországnak megnyitója, Éhes lelkünk táplálója, Bús szívünknek orvoslója.    | Elménk ezen csodálkozik, Értelmünk is álmélkodik, Hogy tested itt elrejtezik, Kenyérszínbe öltözködik. | Te adtad ezt, hisszük, tudjuk, Szentírásban olvashatjuk, Azért kétség nélkül valljuk, Ámbár szemmel nem láthatjuk. |
| Azért hozzád folyamodunk, Tiszta szívből fohászkodunk: Áldj meg minket, ó Jézusunk! E szentségben kik imádunk. | Dögvész, halál el ne érjen, Éhség, ínség meg ne férjen, vérontásnak vége légyen, Ellenségünk megbékéljen. | Földjeinknek adj bőséget, Gabonánknak kövérséget, Adj ezekhez egészséget, Hogy áldhasson érte néped.   | |

A nagycsütörtöki szöveg:
| E szín alatt itt a nagy jó, Emberszívvel kívánható. Égen, földön ami csak jó, Mind csak ettől, ebből való.      | Itt van Jézus fehér színben, Mint melegség a napfényben, Mint a tűz a forró szénben, Mint erő a mágneskőben.    | A vacsorán kézbe vette A kenyeret s testté tette, Vérré a bort megszentelte, Ezt érettünk cselekedte. | És mondotta: „Ím vegyétek, Az én testem, ezt egyétek. Ti is ezt cselekedjétek, Emlékemet őrizzétek.” |
| Vette aztán a poharat, S papoknak lőn parancsolat: Tartsák fenn a szent titkokat. Így a Krisztus köztünk marad. | Azért most is igéjével, Élünk Krisztus erejével, Amint az Úr amaz éjjel, Az ő teste igaz étel.                  | Azért rejti valóságát, Rettenetes méltóságát, Hogy mutassa nagy jóságát, Édesgető buzgóságát.         | Mert ha csak egy szolgájára Nem nézhetnénk: angyalára, Hogy nézhetnénk Őmagára, A vakító napvilágra! |
| Azért ámbár nem nézheted, Sem száddal nem ízlelheted, Kezeddel sem érintheted: De igéje, elég neked.            | Hidd el szavát Jézusodnak, Ígéretét te Uradnak, Így téssz nagy jót tenmagadnak, Így léssz kedves Krisztusodnak. | | |

## Felvételek
- Édes Jézus neked élek... Kántor Peti  YouTube (2016. november 20.)  (Hozzáférés: 2017. február 1.) (audió)
- SzVU 113. YouTube (2011. január 1.)  (Hozzáférés: 2017. február 1.) (audió)